# John Ferris
John James Ferris (ur. 21 maja 1867 w Sydney, zm. 17 listopada 1900 w Durbanie, w Południowej Afryce) – krykiecista,jeden z niewielu zawodników, którzy na szczeblu testowym reprezentowali więcej niż jeden kraj. Specjalizował się w grze jako spin bowler.
W meczu pierwszej klasy zadebiutował jako reprezentant Nowej Południowej Walii przeciw Anglikom w czasie ich australijskiego tournée w sezonie 1886/1887. Kilka dobrych występów w meczach tej rangi sprawiło, że otrzymał powołanie na mecz testowych Australia-Anglia. Tu również zaprezentował się bardzo korzystnie, choć zwycięską drużyną tak w tym, jak i w następnym spotkaniu okazali się Anglicy.
Po raz pierwszy wygrał test match w 1888 roku na Lord’s Cricket Ground - w partnerstwie z Charlesem Turnerem miał kluczowy wkład w zwycięstwo. Cała seria The Ashes zakończyła się jednak porażką Australii, gdyż Anglicy wygrali następne dwa mecze.
W 1889 Wisden Cricketers' Almanack obwołał go jednym z pierwszych Krykiecistów Roku. Rok później Ferris znów zaliczył dobry występ w przegranym przez Australię meczu testowym z Anglią, a następnie przeprowadził się do tego kraju. W czasie serii meczów Anglia-RPA rozgrywanej w Południowej Afryce na przełomie 1891 i 1892 rozegrał swój jedyny mecz testowy (status ten przyznano jednak owemu spotkaniu dopiero później) jako reprezentant Anglii. W tym samym meczu w angielskich barwach zadebiutował też kolega Ferrisa z Reprezentacji Australii, Billy Murdoch. Zakończył się on zwycięstwem Anglii z przewagą 189 runów.
Był to ostatni występ Ferrisa na międzynarodowej arenie. Karierę reprezentacyjną zakończył z dorobkiem 61 zdobytych wicketów.
Następnie w latach 1892-1895 grał na szczeblu wewnątrzpaństwowym w barwach Gloucestershire County Cricket Club. W tym okresie jedyny raz w karierze zaliczył sto runów w meczu, ale poza tym nie odniósł znaczących sukcesów.
Następnie wstąpił do armii brytyjskiej, by walczyć w drugiej wojnie burskiej, ale zapadł na dur brzuszny i zmarł w Durbanie w wieku 33 lat.